# Здравно осигуряване
Здравното осигуряване като част от общественото осигуряване покрива осигурителните рискове от заболяване и трудова злополука. Води началото си от ХІХ век като клон на личното застраховане.

## История
Пионер в областта на общественото здравно осигуряване е канцлерът Ото фон Бисмарк въвеждайки Закон за здравно осигуряване на работниците в Германската империя – в сила от 21 юни 1883 г. Бисмарк се цели със закона и да спечели работниците за държавата – социална група от населението, обикновено с ниски доходи. С течение на времето делът на покритите осигурителни рискове с осигурителните вноски нараства.
През 1911 г. в Германската империя с приетия Закон за застраховането е предвидено покриването на осигурителните рискове от заболяване и трудова злополука и на германските служители. По този начин социалната база на общественото здравно осигуряване се разширява. За целевата група на хората с високи доходи, както и за субектите самостоятелно учредили частни здравноосигурителни дружества е въведена ниска първоначална здравноосигурителна вноска към общественото здравно осигуряване, която в течение на времето е изравнена със заплащаната от останалите германски граждани.
Здравното осигуряване в България е въведено през 1918 година, а съвременната си форма придобива с приетия през 1998 година Закон за здравното осигуряване.